# Emily Meyer
Emily Meyer (* 27. Dezember 2001 in Dornbirn) ist eine österreichische Tennisspielerin.

## Karriere
Meyer spielt bislang vorrangig Turniere auf der ITF Women’s World Tennis Tour, wo sie bislang aber noch keinen Titel gewinnen konnte.
In der österreichischen 1. Bundesliga tritt Meyer seit 2021 für den TC Dornbirn an. In der deutschen 1. Tennis-Bundesliga trat Meyer 2021 und 2022 für den TEC Waldau an.

## College Tennis
Seit 2021 steht Emily Meyer im Kader des Damentennisteams Tigers der University of Memphis.